# Seznam španskih kitaristov
Seznam španskih kitaristov.

## A
- Julián Arcas (1832–1882)

## D
- Dani De Morón (*1981)
- Xavier Diaz Latorre
- Pau Donés (1966–2020)

## F
- Daniel Fortea (1878–1953)

## G
Francisca Mendez Garrido (um.i. La Paquera de Jerez) - pevka flamenka

## H
- Juan Habichuela (né Juan Carmona Carmona) (1933–2016)
- Luis Habichuela (1947–1993)
- Pepe Habichuela (1944)
- Tio José Habichuela (1909–1986)
- Amir-John Haddad (1975) (nem.-šp. arab.-kolumbijskega rodu)

## I
- Paco Ibáñez (1934)

## L
- Lluís Llach
- Miguel Llobet (1878–1938)
- Paco de Lucía (1947–2014)

## M
- Mayte Martín (pevka flamenka)
- Carlos Montoya (1903–1993)
- Ramón Montoya (1880–1949)
- Santiago de Murcia (1673–1739)
- Diego del Morao (1979)
- Dani de Morón (1981)

## N
- Gerardo Nunez

## P
- Felipe Pedrell (1841–1922)
- Amancio Prada (*1949)
- Emilio Pujol (1886–1980)

## R
- Antonio Rey
- Rafael Riqueni

## S
- Jorge Salán
- Andrés Segovia (1893–1987)
- Pedro Soler (francoski šp. rodu)
- Fernando Sor (1778–1839)

## T
- Francisco Tárrega (1852–1909)
- Antonio de Torres Jurado (1817–1892)

## Y
- Narciso Yepes (1927–1997)